# Monts Wanda
Les monts Wanda (chinois simplifié : 完达山 ; chinois traditionnel : 完達山 ; pinyin : wán dá shān) sont un massif montagneux situé dans l'Est de la province du Heilongjiang en Chine.

## Étymologie
Le nom 完达 est la translittération en caractères chinois du nom mandchou de la montagne qui signifie « échelle ».

## Géographie
Le massif s'étend sur environ 400 km. Son sommet principal est le mont Shending (831 m).